# سينيارا
سينييرا (بالكتالونية: Senyera)‏ هو علم مبني على شعار النبالة لتاج أراغون ويتكون من تسعة شرائط أفقية بالتناوب بين الأصفر والأحمر، ويستخدم بشكل رسمي بأنماط مختلفة من قبل أربع ولايات إسبانية وهي: أراغون وكتالونيا وجزر البليار وفالنسيا.

## أصل العلم
يقول سينييرا إن حكام أراغون استخدموا وتبنوا ألوان علم الولايات البابوية في شعارهم الرسمي كخضوع عام وسيئ السمعة لبابا الفاتيكان، وهو الشيء الذي كانت كونتية برشلونة ستتبع بابا الفاتيكان بعد فترة وجيزة وفقًا لسينييرا. في حين كانت ألوان مدينة روما (التي كانت تحت إمرة بابا الفاتيكان في ذلك الوقت) هي نفس الألوان. فوفقًا للموسوعة البريطانية، فإن العلم البحري للكرسي الرسولي من القرن الثاني عشر يتكون من شريطين عموديين باللونين الأحمر والأصفر، ويحملان أحيانًا التاج البابوي ومفاتيح القديس بطرس. ووفقًا للموقع الرسمي للفاتيكان، فإن اللونين الأصفر والأحمر لعلم الكرسي الرسولي هما اللونين التقليديين لمجلس الشيوخ والشعب الروماني. لا يزال من الممكن رؤية هذا العلم القديم في هضبة كابيتولين في روما، بالقرب من المنتدى الروماني. غيرت الولايات البابوية ألوانها في عام 1808 إلى اللونين الأصفر والأبيض الحاليين، بينما تتمسك مدينة روما بالألوان القديمة حتى الآن.